# Ataque al Tecnológico de Monterrey del 2011
Un Ataque con explosivos se suscito en el Tec de Monterrey ocurrió el 8 de agosto de 2011 en el campus de Atizapán de Zaragoza del Tecnológico de Monterrey. Dos personas, un docente y un guardia fueron heridos; pero con heridas leves. Los ataques con explosivos son raros en México, siendo este parte de una seguidilla de ataques anarquistas en el país.

## Incidente
El 8 de agosto de 2011, una carta que contenía un dispositivo explosivo improvisado detonó en las oficinas del Instituto Tecnológico y de Estudios Superiores de Monterrey, Campus Estado de México localizado en Atizapán de Zaragoza, causando heridas leves a dos docentes y daños materiales en el cubículo donde se encontraban. Se informó que el paquete casero estaba dirigido a un docente, el cual fue entregado por un jardinero de la institución que le mencionó que el paquete iba dirigido a él. El científico Armando Herrera Corral fue herido en las piernas, y quedó sordo como secuela. El catedrático Alejandro Aceves López también resultó herido en cara, en los brazos, y una de las esquirlas del explosivo le perforó un pulmón.
A pesar de la explosión los docentes pudieron retirarse por sus propios medios a un hospital un hospital, informó en entrevista radial Alfredo Castillo Cervantes, procurador del Estado de México. Las autoridades dijeron que el artefacto fue elaborado con pólvora y un tubo de cuatro centímetros de diámetro por 30 de largo. Mientras tanto, cerca del mediodía se reanudaron las clases en el campus, solo permaneciendo cerrado el edificio A1 y se mantiene acordonada la zona contigua.

## Secuelas
Personal del Ejército Mexicano, la Fiscalía General de Justicia del Estado de México y Agentes de la Seguridad del Estado descubrieron que el dispositivo venía con sellos de FedEx y estaba dirigido al académico. El entonces gobernador del Estado de México Enrique Peña Nieto describió el incidente como un "incidente aislado pero grave", esto en un comunicado. Castillo señaló que revisarán los videos de seguridad del Tec CEM, aunque aseguró que el instituto les informó que probablemente las cámaras no estaban sirviendo ya que estaban en mantenimiento.
La institución informó en un comunicado lo siguiente: “Estimados alumnos, el día de hoy suspenderemos las clases por un incidente que tuvimos. En unos momentos, más detalles al respecto. Salvo dos docentes afectados, toda nuestra comunidad se encuentra bien. Las actividades estuvieron suspendidas por un período de 24 a 48 hs. Nuestros socios afectados son los docentes de Posgrados en Ingeniería y Ciencias Dr. Alejandro Aceves y Dr. Armando Herrera. Se encuentran estables y fuera de peligro". Las actividades se reanudaron hasta el 10 de agosto. Ese mismo día más de 2,500 estudiantes se manifestaron pacíficamente en repudio al ataque y tratar de evitar otro suceso parecido.
El procurador de Justicia del Estado de México, Alfredo Castillo Cervantes, dijo que se fortaleció una línea de investigación sobre la explosión del artefacto en el Tec de Monterrey en Atizapán, que acusó al grupo eco extremista “Individualistas Tendiendo a lo salvaje” del hecho. El abogado dijo que los atacantes se inspiraron en los actos de Ted J. Kaczynsky, el llamado Unabomber en realizar el ataque.

### Investigaciones
La bomba era de fabricación casera. El abogado señaló que la mano de obra es "rústica", pero dijo que la bomba era un tubo galvanizado de 30 centímetros y una batería de 9 voltios. La bomba tenía un mensaje, pero la explosión lo quemó. Los expertos están intentando reconstruir el mensaje para poder determinar qué decía el mensaje. Días después el grupo eco anarquista Individualistas Tendiendo a lo Salvaje se atribuyó el atentado, fue liberado horas después, mientras que el otro docente, cuyo estado es un poco más delicado, presenta heridas en el tórax.
El grupo clama ser "Eco-extremista" acusando al progreso científico y tecnológico de ser el responsable de la devastación de los ecosistemas y del desarrollo de una civilización que se aleja de la naturaleza. Tomando una versión distorsionada de la utopía del buen salvaje de Rousseau representan un opuesto a una sociedad hipercivilizada que, alimentada por ideales anarquistas, ve en la aniquilación de los agentes del desarrollo tecnológico un medio para alcanzar la ideal de hombre perfecto primitivo. También miran el avance tecnológico que ven como un proceso de degradación, anunciaron que realizarían actos de fuerza contra los que habían identificado como responsables (científicos, profesores universitarios, políticos, empresarios) "sin remordimientos", justificando el ataque por su posición de estar en contra del desarrollo de nanotecnologías a nivel mundial. Un mes después un explosivo improvisado fue localizado y desactivado en la Facultad de Estudios Superiores (FES) de Cuautitlán Izcalli y el mismo grupo se atribuyó los hechos.
Nadie fue detenido, además de tener un estancamiento en la investigación desde principios de 2014.
A pesar de que este grupo afirma que sus miembros han realizado varios ataques en todo el mundo, la mayoría de ellos fueron luego descartados preparados por Individualistas Tendiendo a lo Salvaje. Ninguna actividad terrorista está ligada a este grupo en México desde 2013. En 2019, el presidente de México anunció que la actividad de este grupo es insignificante.